# Brachyauchenus minutus
Brachyauchenus minutus is een rechtvleugelig insect uit de familie sabelsprinkhanen (Tettigoniidae). De wetenschappelijke naam van deze soort is voor het eerst geldig gepubliceerd in 2006 door Nickle.